# Aequometer

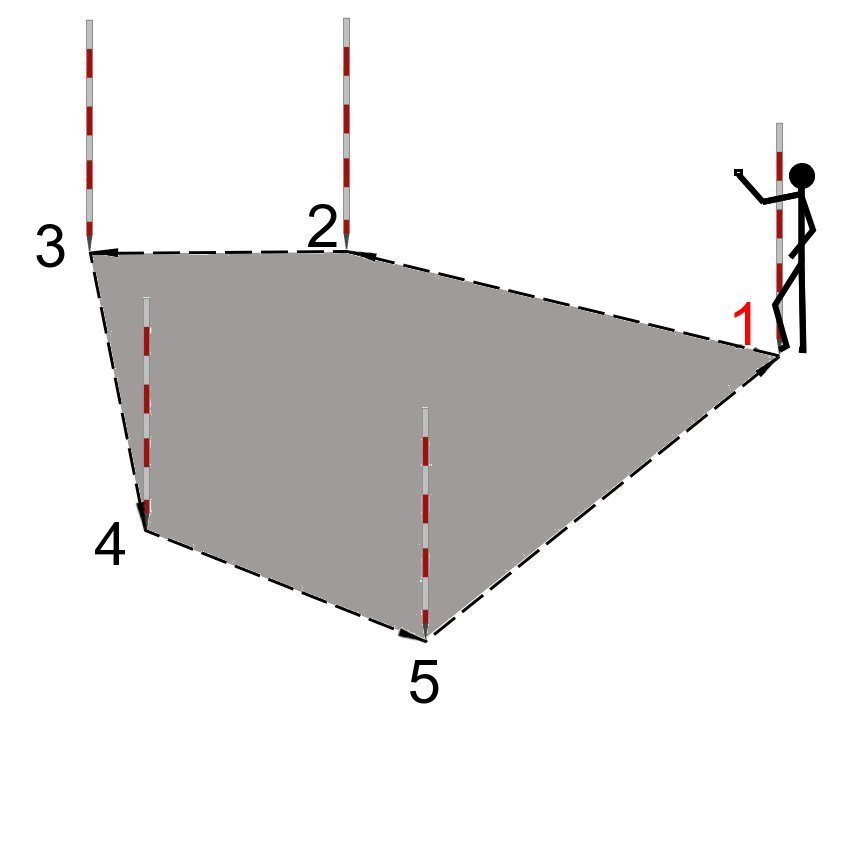
Peilen mit dem Handkompass: Polare Aufnahme eines Ringpolygons

Der Aequometer ist eine Software zur Auswertung von Messwerttabellen für Geometrien, die mit dem Kompass als Winkelmessgerät eingemessen wurden. Das Programm wurde in Microsoft Excel entwickelt und steht als freie Software kostenlos zur Verfügung. Die Berechnungen funktionieren auch in freien Office-Programmen wie LibreOffice oder Gnumeric. Einsatzgebiet ist die Vermessung kleinerer Flächen, bei denen keine hohen Genauigkeitsanforderungen bestehen, vorwiegend im Bereich der Umweltwissenschaften.

## Geschichte
Die erste Version des Aequometers entstand 2004 unter dem Arbeitstitel „Fläche 1.0“ auf Basis der in der Vorlesung Vermessungskunde des Studiengangs Forstwirtschaft an der Fachhochschule Weihenstephan vermittelten Inhalte. An der Umsetzung der Berechnungsverfahren wirkte der Dozent Jürgen Zander mit. Umgesetzt wurde die Flächenberechnung nach dem Gauß-Elling-Verfahren mit streckenproportionaler Fehlerverteilung für als Bussolenzug polar aufgenommenen Ringpolygone.
Das erste produktive Release 2.05 erschien im Jahr 2005 unter dem Namen Aequometer, da in der bayerischen Forstverwaltung bereits ein Programm mit dem Namen Fläche 1.0 (Schiekofer) verwendet wurde.
In den folgenden Jahren wurde der Funktionsumfang erweitert, um für verschiedene Vermessungsaufgaben im wissenschaftlichen Bereich einsatzfähig zu werden. Im Rahmen einer Diplomarbeit wurde das Programm praktisch erprobt und hinsichtlich der Möglichkeiten der Erkennung der Messabweichung und -verbesserung betrachtet. Das funktionell fertiggestellte Release ist die Version 3.5. Das Programm wurde per Verwaltungsvorschrift für die Flächenermittlung förderfähiger Kulturflächen durch die Bayerische Forstverwaltung zugelassen.  U.a. in der Forstschule Lohr ist das Programm Teil des Lehrplans der forstlichen Ausbildung.
Um die Lauffähigkeit unter den folgenden Excel-Versionen zu gewährleisten, erschienen weitere Versionen, welche jedoch im Funktionsumfang im Wesentlichen gleich geblieben sind. Die zugrunde liegenden Berechnungsverfahren für die Koordinaten- und Flächenermittlung sind seit der Version 2.05 unverändert, auch die genutzten Dateiformate sind abwärts kompatibel. Die aktuelle Versionsnummer ist 4.0. Das Programm fand in verschiedenen forstlichen Fachzeitschriften Erwähnung und wird in Arbeiten im Bereich der Umweltwissenschaften eingesetzt. Die Sprache der Oberfläche ist in Deutsch und Englisch verfügbar. Der Aequometer ist quelloffen und lizenzkostenfrei.

## Einsatzzweck
In der klassischen Vermessung werden üblicherweise Messgeräte wie Theodolite bzw. Tachymeter eingesetzt. Diese messen relative Winkel, also von Punkt zu Punkt. Im Unterschied dazu unterstützt der Aequometer Messverfahren, bei denen die Richtung mit dem Kompass also absolut, gegen Nord gemessen wurde.
Diese als Polygonzug oder Bussolenzug bezeichneten Aufnahmeverfahren finden in der gewerblichen Vermessung heute keine Anwendung mehr. Auch im Bereich der Vermessung im Zuge wissenschaftlicher Arbeiten, dem Anwendungsgebiet des Aequometers, kommen überwiegend GNSS-Geräte zum Einsatz.
Gerade im Wald sind die Bedingungen für präzise GNSS-Messungen jedoch schwierig, unter anderem wegen der mehrfachen Überschirmung durch das Blätterdach. Hochwertige Messgeräte und das zur Bedienung geschulte Personal bzw. das Budget für die Vermessung durch eine Fachfirma stehen nicht immer zur Verfügung. Bei Vermessungsarbeiten unter Tage besteht gar kein GNSS-Empfang. Daher werden die polaren Aufnahmeverfahren mit dem Kompass dort, wo es die Anforderungen an die Genauigkeit des Messergebnisses zulassen, nach wie vor eingesetzt. Die beschriebenen Verfahren setzen jedoch, wie auch die klassische Vermessung, eine freie Sicht zwischen den einzelnen Messpunkten voraus.

## Aufnahmeverfahren
Je nach Aufgabe bzw. gewünschtem Ergebnis können eines der nachfolgend vorgestellten Aufnahmeverfahren gewählt oder mehrere kombiniert werden. Zur Kombination wird im Aequometer der „Expertenmodus“ genutzt.

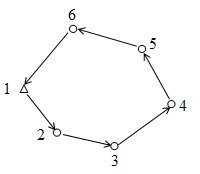
Beim geschlossenen Polygon endet der letzte gemessene Vektor am Startpunkt.

### Geschlossenes Polygon
Das Messverfahren mit der größten Bedeutung ist das geschlossene Ringpolygon. Bei der Aufnahme umschreitet der Messende die aufzunehmende Fläche von Punkt zu Punkt. Für jeden Vektor wird jeweils der Winkel gegen Nord, der Abstand der Punkte und ggf. die Geländeneigung aufgenommen. Die Berechnung des Flächeninhalts erfolgt nach dem Gauß-Elling-Verfahren. Der Unterschied zur klassischen Polaraufnahme besteht im Wesentlichen darin, dass zur Winkelmessung ein Kompass eingesetzt wird. Beim geschlossenen Polygonzug endet die Messung wieder am Startpunkt. Diese letzte Messung, mit der das Polygon geschlossen wird, ist wesentlich, um eine Aussage über die Messgenauigkeit treffen zu können. Da sich die Messabweichungen der Einzelmessungen jeweils auf die nächste Messung übertragen, entspricht der Abstand des Endpunktes der letzten Messung vom Startpunkt der Gesamtabweichung. Im Aequometer wird die Gesamtabweichung rechnerisch auf die einzelnen Vektoren verteilt. Im Programm wird dies als „streckenproportionale Fehlerverteilung“ bezeichnet.

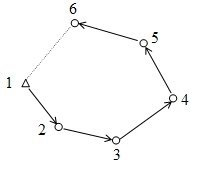
Beim offenen Polygon wird der letzte Vektor, zurück zum Startpunkt, nicht gemessen.

### Offenes Polygon
Wird der letzte Vektor nicht gemessen, kann dieser berechnet werden. Eine rechnerische Aussage über die Messgenauigkeit ist dann allerdings nicht mehr möglich. Dieses Verfahren wird dann verwendet, wenn keine Verteilung der Messabweichungen gewünscht ist.

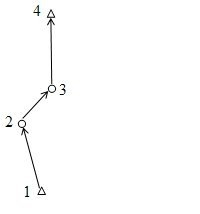
Der Linienzug ist eine Aneinanderreihung mehrerer gemessener Vektoren. Eine rechnerische Betrachtung der Messabweichungen ist zwischen bekannten Punkten möglich.

### Linienzug
Nach dem gleichen Verfahren können nicht nur Flächen, sondern auch Linienzüge aufgenommen werden. Eine Aussage über die Messgenauigkeit oder eine Verteilung der Messabweichungen kann dann erfolgen, wenn Start- und Endpunkt bekannt sind. Im Programm wird dies als „Linienzug mit mehreren Einhängepunkten“ bezeichnet, Messabweichungen zwischen zwei bekannten Punkten können auf die Einzelvektoren verteilt werden. Dieses Verfahren findet auch bei der Anlage von Trajekten und der Verbindung von Einzelmessungen zu Messnetzen Anwendung.

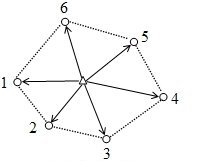
Bei der zentralen Aufstellung steht der Messende an einem festen Punkt, welcher innerhalb oder außerhalb der aufzunehmenden Geometrie liegen kann.

### Zentrale Aufstellung
Beim Verfahren der zentralen Aufstellung steht der Messende auf einem festen Punkt und nimmt von dort aus alle Vektoren auf. Ob der Messende dabei innerhalb oder außerhalb der aufzunehmenden Geometrie steht, ist unerheblich. Eine Aussage über die Messgenauigkeit kann getroffen werden, wenn zusätzlich Spannmaße, also die direkten Abstände zwischen zwei Punkten, erhoben werden. Es wird dann ein Dreieck betrachtet, dessen drei Seitenlängen bekannt sind.

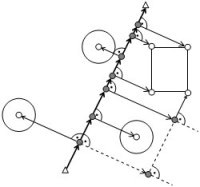
Beim Orthogonalverfahren werden rechtwinklig zu einer Basislinie stehende Hilfslinien verwendet.

### Orthogonalverfahren
Unter Verwendung eines Winkelprismas werden Lote auf eine Basislinie gefällt. Gemessen wird der Abstand des Fußpunkts zum Startpunkt der Basislinie sowie der Abstand des Messpunktes vom Fußpunkt auf der Basislinie. Dieser entspricht der Länge der Hilfslinie. Da rechte Winkel mit dem Prisma relativ schnell und genau erhoben werden können, eignet sich das Orthogonalverfahren immer dann, wenn Messpunkte ausgehend von einer vorhandenen Basislinie, z. B. einem bereits angelegtem Trajekt, erhoben werden sollen. Beim Orthogonalverfahren im Aequometer kann die Basislinie aus mehren Vektoren bestehen, welche nicht zwingend eine gerade Linie bilden müssen. Die Absicherung der Messpunkte kann über zusätzlich gemessene Strecken oder Winkel und Berechnungen im Dreieck erfolgen.

### Trigonometrie
Ein weiteres Tabellenblatt dient als Hilfestellung für die Berechnung von Dreiecken. Eingabedaten sind Seitenlängen, Innenwinkel oder Koordinaten. Sobald das Dreieck definiert ist, erfolgt die Berechnung der fehlenden Werte und die Ausgabe des Rechenweges. Verwendung findet dieses Tabellenblatt vor allem bei der Absicherung einzelner Messwerte durch zusätzlich eingemessene Strecken. Die Bestimmung einzelner Messpunkte durch die Methode der Triangulation ist ebenso möglich.

### Einhängen in übergeordnete Koordinatensysteme und Übername in GIS-Systeme
Die Auswertung der Messungen erfolgt zunächst in einem lokalen, kartesischen Koordinatensystem. Um die gemessenen Punkte in der Wirklichkeit zu verorten, ist es notwendig die Geometrien mittels bekannter Punkte in ein übergeordnetes Koordinatensystem einzuhängen. Der Aequometer verfügt über ein Tabellenblatt, um WGS-84 Koordinaten mittels einer 7-Parameter-Transformation nach Helmert in das ehemalige bayerische Landeskoordinatensystem, das Gauß-Krüger-Koordinatensystem, zu übertragen. Dieses Koordinatensystem wird nicht mehr genutzt, die vormals unterschiedlichen Landeskoordinatensysteme wurden im UTM-Koordinatensystem vereinheitlicht. Da es sich hierbei ebenfalls um ein kartesisches Koordinatensystem handelt, ist ein direktes Einhängen weiterhin möglich. Ist die genaue Lage der Geometrie relevant, muss allerdings die Kompassmissweisung berücksichtigt werden.
Für die weitere Auswertung in Geoinformationssystemen können die Ergebnisse als Shapefile exportiert werden. Während in früheren Aequometer-Versionen noch der Export der Attribute als .dbf Dateien möglich war, werden diese nun als .xlsx-Dateien exportiert, was nicht mehr der Shape-Definition entspricht. Die Geometriedaten werden nach wie vor korrekt erzeugt.

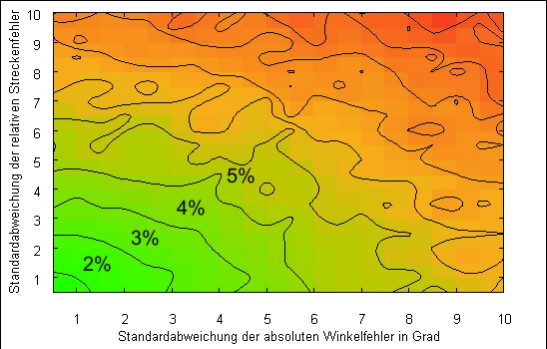
Dargestellt ist die relative Flächenabweichung beim Aufnahmeverfahren geschlossenes Ringpolygon als Bussolenzug in Abhängigkeit der Standardabweichungen der Messunsicherheiten Winkel und Strecke.

## Betrachtung der Messabweichungen
Da im Gegensatz zur klassischen Vermessung keine Innenwinkel erhoben werden, sondern die Richtung der Messvektoren absolut als Winkel gegen Nord mit dem Handkompass gemessen wird, ist keine Berechnung der Messabweichungen über die Winkelsumme möglich.
Beim Verfahren des geschlossenen Polygons summieren sich die Messabweichungen der einzelnen Vektoren zur Gesamtabweichung. Läge eine exakte Messung vor, würde der Endpunkt genau auf dem Startpunkt liegen. Der Unterschied zwischen Startpunkt und Endpunkt entspricht der Summe der einzelnen Messabweichungen und kann direkt als Vektor abgelesen werden. Im Aequometer wird die Gesamtabweichung proportional zur Länge auf die einzelnen Vektoren verteilt. Unter den für den Einsatzzweck typischen Voraussetzungen kann damit eine Verbesserung der Lagetreue der Punkte sowie der Flächentreue erreicht werden. Angenommen werden Flächengrößen von unter einem Hektar mit einer relativ kompakten Form (nicht langgestreckt) und mit Handkompass und Fadenmessgerät üblicherweise erreichbare, normalverteilte Messunsicherheiten.
In einer Diplomarbeit wurden verschiedene berechnete Werte hinsichtlich der Aussagekraft über die tatsächliche Flächenabweichung mit folgendem Ergebnis betrachtet:
1. Der quadrierte Wert des Abschlussfehlers unterschätzt den tatsächlichen Flächenfehler.
2. Der als „Verbesserung“ bezeichnete Wert stellt die durch die streckenproportionale Fehlerverteilung bedingte Änderung der Gesamtfläche dar.
3. Der als „Schätzer“ bezeichnete Wert berechnet sich nach dem Gaussschen Fehlerfortpflanzungsgesetz. Die Messunsicherheiten werden aus dem Abschussfehler bestimmt, es wird eine Gleichverteilung über alle Vektoren angenommen.

Bei keinem der berechneten Werte konnte eine Korrelation zum tatsächlichen Flächenfehler nachgewiesen werden. Dies wird darin begründet gesehen, dass Flächenform und die tatsächliche Verteilung der Messabweichungen rechnerisch nicht erfasst wurden, bzw. erfassbar sind. Aus den im Aequometer angezeigten Werten zum „Flächenfehler“ kann daher nicht direkt auf die tatsächliche Flächenabweichung geschlossen werden. Grobe Abweichungen, welche sich aus fehlerhaften Einzelmessungen ergeben können, werden jedoch sicher erkannt. Die beste Aussagekraft hinsichtlich der Genauigkeit der Messung beim geschlossenen Ringpolygon hat der Abschlussvektor, welcher die Summe der Messabweichungen darstellt.
Hinsichtlich der erreichbaren Flächengenauigkeiten bei oben genannten „typischen Flächen“ wurde der Zusammenhang zwischen den Standardabweichungen für die Winkel- und Streckenmessungen untersucht. Im Ergebnis lassen sich mit Messgeräten wie Handkompass (angenommene Unsicherheit ±1 Grad) und Fadenmessgerät (Ablesung auf Dezimeter) Flächenabweichungen kleiner 5 % problemlos erreichen. Typischerweise liegen die Flächenabweichungen bei etwa 2 %.
Beim Verfahren des „Linienzuges mit mehreren Einhängepunkten“ kann die Messabweichung analog dem Verfahren des geschlossenen Ringpolygons bestimmt werden.
Bei den Verfahren „zentrale Aufstellung“ und „Orthogonalverfahren“ müssen zusätzliche Strecken oder Winkel gemessen werden, um über Berechnungen im Dreieck Aussagen zu den Messabweichungen der Einzepunkte treffen zu können. Bei der Kombination verschiedener Aufnahmeverfahren können Messnetze gebildet werden, in denen eine entsprechende Absicherung der Werte untereinander möglich wird.
Die Berechnungsverfahren des Aequometers werden in der Diplomarbeit im Detail dargelegt. Die Verfahren entsprechen den in der Geodäsie üblichen. In der „Übersicht der Notationen“  findet sich neben den Verweisen auf die entsprechenden Kapitel auch jeweils der Bezug zur Excel-Zelle, in der die Berechnung stattfindet.

## Referenzen
- Primärquelle Programm:[6]
- Sekundärquellen Programm:[15][16][17][18][19][5][20][21]
- Arbeiten mit Bezug:[22][23][4]
- Beispiele für Verwendung des Programms als Methode:[24][25][26][27][28]